# دیرین‌هوبره
دیرین‌هوبره (نام علمی: Palaeotis) نام یک سرده از فراراسته دیرین‌آروارگان است.